# Cathédrale Saint-Pierre-Apôtre de Kansas City

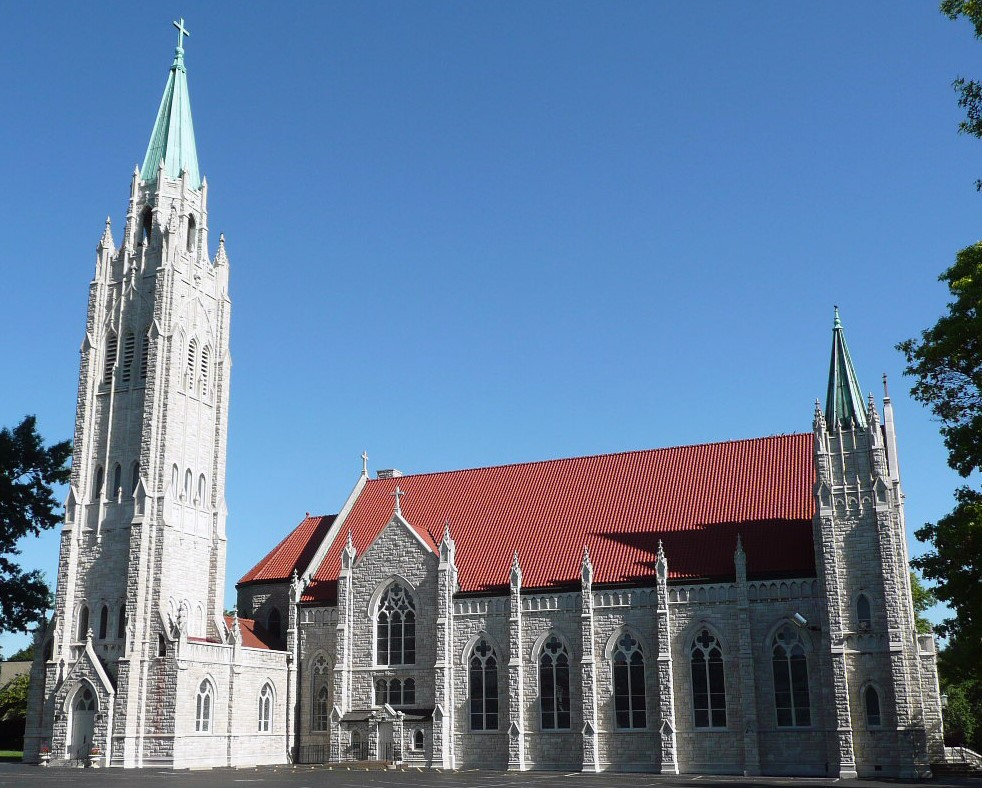
Vue de côté avec son haut clocher.

La cathédrale Saint-Pierre-Apôtre (Cathedral of Saint Peter the Apostle) est l'église-mère de l'archidiocèse de Kansas City aux États-Unis dans le Kansas. Cette cathédrale, située à Kansas City, est dédiée à l'apôtre Pierre. 

## Histoire

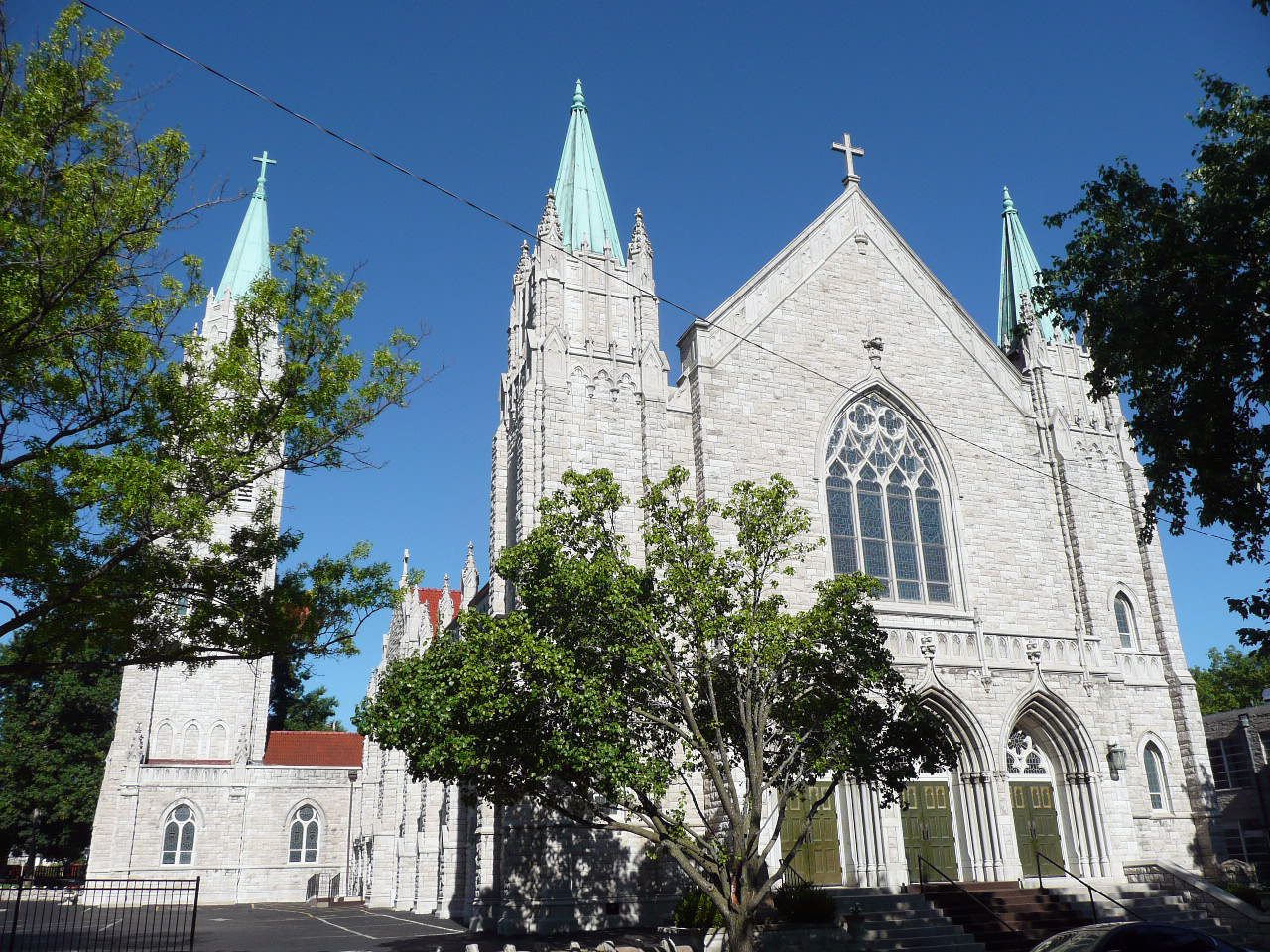
Façade de la cathédrale.

L'évêque de Leavenworth, Mgr Thomas Lillis, institue la paroisse Saint-Pierre-Apôtre, le 7 octobre 1907 et la première messe est célébrée à la résidence de l'évêque pour 126 personnes, le 8 décembre (fête de l'Immaculée Conception) 1907. Les fonds commencent à être réunis pour faire construire une église avec une école paroissiale et la pierre angulaire est bénie le 4 mars 1908. L'installation est bénie le 7 septembre 1908. Le presbytère est construit en 1916-1917. L'église est reconstruite en style néo-gothique en 1925 et la première messe dans le nouvel édifice est célébrée le 1er août 1927. Elle reçoit sa dédicace le 5 septembre de la même année. Un haut clocher surmonté d'une flèche domine le côté de l'édifice, à gauche de l'abside.  
Le 10 mai 1947, le siège épiscopal du diocèse est transféré de Leavenworth à Kansas City par Pie XII. L'église est choisie comme cathédrale et Mgr George Donnelly la consacre en tant que cathédrale en 1948 : douze croix d'or représentant les douze apôtres sont placées entre les stations du chemin de Croix.  
Une nouvelle maison paroissiale est bâtie en 1992 et l'intérieur de la cathédrale est rénové et réaménagé en 1998. La paroisse a fêté son centenaire entre le 6 octobre 2006 et le 8 octobre 2007. Une statue de saint Joseph Artisan a été alors placée dans le parvis.